# 마운트 스마트 스타디움
마운트 스마트 스타디움(Mount Smart Stadium), 또는 고 미디어 스타디움(Go Media Stadium)은 뉴질랜드 오클랜드에 있는 다목적 경기장이다. 내셔널 럭비 리그의 뉴질랜드 워리어스의 메인 홈그라운드이며 때때로 럭비 유니언과 국제 럭비 리그 경기를 개최한다.라로통가/마운트 스마트 화산 원뿔의 채석된 잔해 내에 건설되었으며 펜로즈 교외의 도심에서 남쪽으로 10km 떨어진 곳에 위치해 있다.